# Édeskút
Édeskút (korábban Szlakovecz, horvátul: Slakovec) falu Horvátországban, Muraköz megyében. Közigazgatásilag Drávavásárhelyhez tartozik.

## Fekvése
Csáktornyától 5, központjától Drávavásárhelytől 3 km-re északnyugatra fekszik.

## Története
A csáktornyai uradalomhoz tartozott. Az uradalom részeként 1546-ban I. Ferdinánd király adományából a Zrínyieké lett. Miután Zrínyi Pétert 1671-ben felségárulás vádjával halálra ítélték és kivégezték minden birtokát elkobozták, így a birtok a kincstáré lett.  1715-ben III. Károly a Muraközzel együtt gróf Csikulin Jánosnak adta zálogba, de a király 1719-ben szolgálatai jutalmául elajándékozta Althan Mihály János cseh nemesnek. 1791-ben gróf Festetics György vásárolta meg és ezután 132 évig a tolnai Festeticsek birtoka volt.
Vályi András szerint "SZLAKOVECZ. Horvát falu Szala Várm. földes Ura Gr. Álthán Uraság, lakosai többfélék, fekszik Nedeliczhez nem meszsze, mellynek filiája; határja sovány."
1910-ben 286, túlnyomórészt horvát lakosa volt. A falu 1920 előtt Zala vármegye Csáktornyai járásához tartozott. Őnkéntes tűzolrtóegyletét 1931-ben alapították. A szomszédos településekhez hasonlóan itt is nagy hagyományai vannak a kézművességnek. Ma is több kézműves szakma  fazekas, asztalos, kőműves képviselteti magát itt. Iskoláját a kevés gyereklétszám miatt 1967-ben bezárták, azóta a gyerekek Dúshelyre járnak iskolába. A falunak labdarúgó, karate és teniszklubja is van. 2001-ben 497 lakosa volt.

## Nevezetességei
A Szent Kereszt és Szent Flórián tiszteletére szentelt kápolnái.

## Külső hivatkozások
- Drávavásárhely hivatalos oldala (horvát nyelven)
- Édeskút Drávavásárhely turisztikai honlapján